# 挪威學院
挪威語言與文學院（挪威語：Det Norske Akademi for Språk og Litteratur），亦稱挪威學院，是挪威境內負責挪威語事務的學術機構。該機構於1953年仿照法蘭西學院及瑞典學院而成立，其成員皆爲終身擔任，並且來自學術、文學及藝術等領域。該機構是主要出版物爲挪威學院詞典，並且負責國家挪威語的拼寫規範。

## 歷史
1953年，挪威數名作家及詩人因反對政府融合書面挪威語及新挪威語的政策，而促成了該機構成立。該機構除了負責規範國家挪威語的拼寫，還支持國家挪威語的出版事務。
挪威學院目前有50名成員，皆來自日耳曼學、德語語言與文學、英語語言與文學、法語語言與文學、歷史、哲學、法律、政治學、詩詞等領域。與其他非政府語言組織一樣，挪威學院亦在挪威語言委員會中設有代表。

## 另見
- 瑞典学院
- 法兰西学院